# Steve Kalfa
Pour les articles homonymes, voir Kalfa.
Steve Kalfa est un acteur français et un professeur de théâtre né le 28 octobre 1955 à Constantine.

## Filmographie

### Cinéma
- 1969 : Goto, l'île d'amour de Walerian Borowczyk
- 1981 : Les Filles de Grenoble de Joël Le Moigné
- 1982 : Tir groupé de Jean-Claude Missiaen
- 1982 : L'Indiscrétion de Pierre Lary
- 1983 : Le Prix du danger de Yves Boisset
- 1984 : Les Voleurs de la nuit de Samuel Fuller
- 1984 : L'arbalète de Sergio Gobbi
- 1984 : Ronde de nuit de Jean-Claude Missiaen
- 1985 : La Baston de Jean-Claude Missiaen
- 1986 : Trop tard Balthazar de Philippe Lopes-Curval
- 1986 : La Nuit du risque de Sergio Gobbi
- 1987 : Grand Larceny de Jeannot Szwarc
- 1988 : Mon ami le traître de José Giovanni
- 1989 : La Révolution française (film) de Robert Enrico et Richard T. Heffron
- 1990 : Présumé dangereux de Georges Lautner
- 1991 : Un cœur qui bat de François Dupeyron
- 1992 : Room service de Georges Lautner
- 1994 : Jefferson à Paris de James Ivory
- 2000 : Merci pour le geste de Claude Faraldo
- 2012 : Mains armées de Pierre Jolivet
- 2016 : Ils sont partout de Yvan Attal

### Télévision
- 1989 : Jeanne d'Arc, le pouvoir et l'innocence (rôle de frère Pasquerel)
- 1989 : La Révolution française (rôle de Collot d'Herbois)
- 1994 : Navarro (épisode L'honneur de Navarro) (rôle de Bartec)
- 1996 : Julie Lescaut (épisode Femmes en danger) (rôle de Scherrer)
- Le Grand Patron
- Chez Maupassant - Saison 2
- L'Affaire Villemin - Saison 1
- 2014 : Meurtres à Rocamadour de Lionel Bailliu

## Théâtre
- 1964 : Le Petit Eyolf d'Henrik Ibsen, mise en scène Daniel Postal, théâtre de l'Alliance française
- 1971 : Oscarine ou les tournesols de Liliane Wouters, mise en scène Madeleine Ozeray et Patrick Dutertre, théâtre Daniel-Sorano Vincennes